# Селениус, Георг
Георг Селениус (норв. Georg Selenius; 18 октября 1884, Фредрикстад, Эстфолл — 7 мая 1924, Фредрикстад, Эстфолл) — норвежский гимнаст, чемпион летних Олимпийских игр 1912 года в командном первенстве по произвольной системе.